# Eudonia critica
Eudonia critica là một loài bướm đêm trong họ Crambidae.